# ناشر بورمي بصاق
الناشر البورمي البصَّاق (الاسم العلمي: Naja mandalayensis) هو نوع من الزواحف تتبع جنس الناشرات الحقيقية من فصيلة العرابيد.